# San Diego Model Railroad Museum

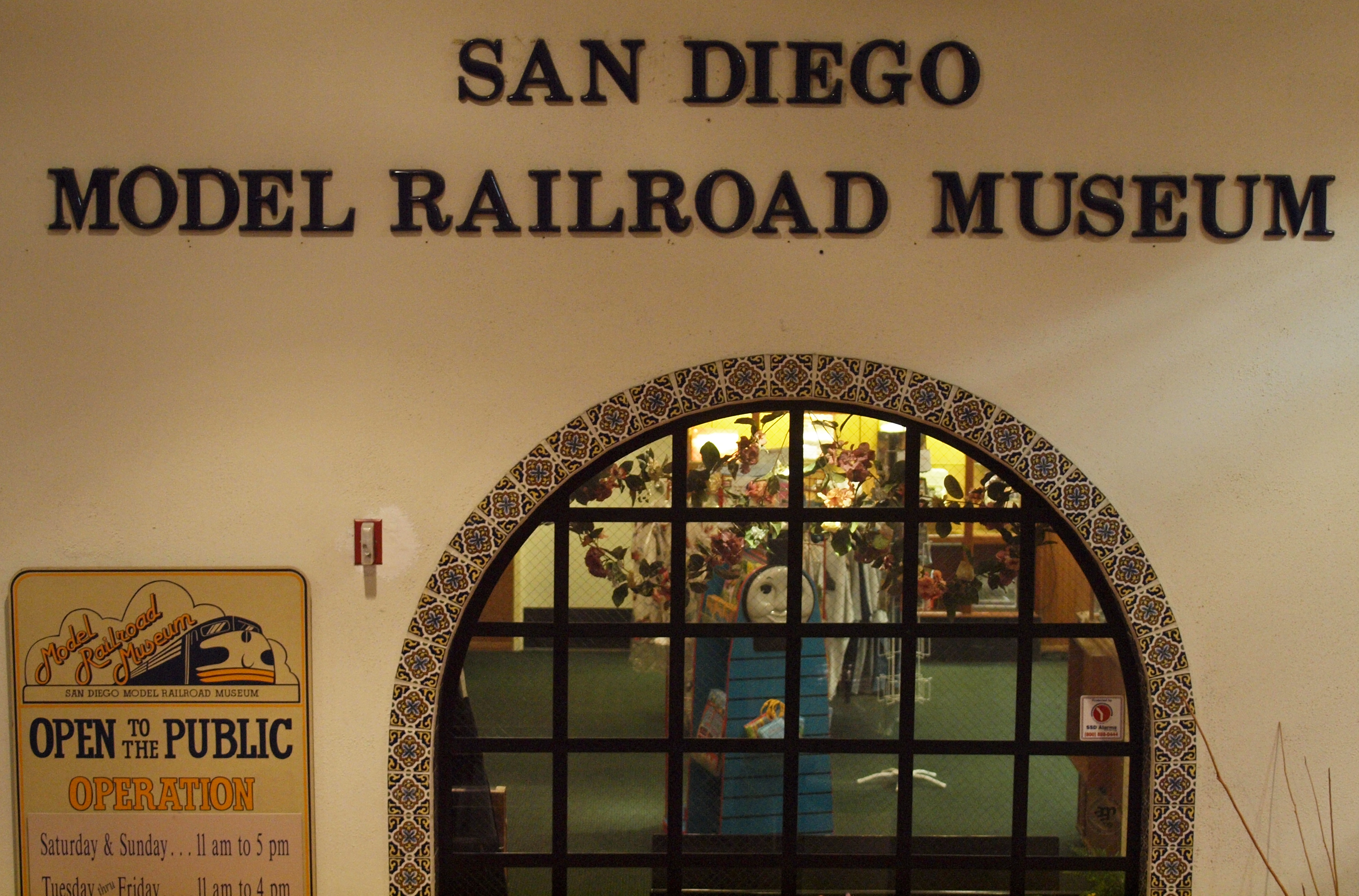
Entrada del museo.

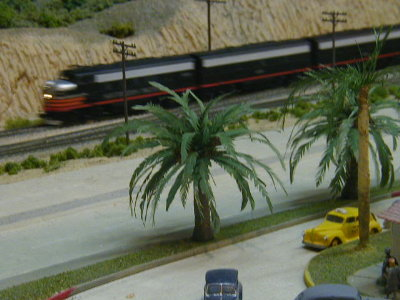
Parte del museo, con un tren en movimiento.

El San Diego Model Railroad Museum es la exposición de trenes en miniatura más grande del mundo, localizada en San Diego, California.

## Ubicación
El museo se halla en el nivel inferior de la Casa De Balboa en el Prado, en el Parque Balboa.

## Declaración de la misión
La misión del Museo de Modelismo Ferroviario de San Diego es la de preservar el patrimonio de trenes, a través de una serie de representaciones en miniatura de los ferrocarriles de California, investigar y preservar la historia de un tren y educar al público en los diferentes aspectos ferroviarios.

## Exhibiciones
Con 27.000 pies cuadrados (2508 m²) de espacio de exhibición, el museo cuenta con algunas maquetas a escala HO y N. También tiene dos grandes maquetas a escala HO, de 1,200 pies cuadrados, el diseño a escala N, uno de 2.700 pies cuadrados de escala O, y unas vías férreas de 3 rieles de Lionel.
- Cabrillo & Southwestern — modelo a escala O.
  - Esta maqueta de 2700 pies cuadrados es una ruta de San Diego a Sacramento.

- Pacific Desert Lines — modelo a escala N.
  - Basado en una línea de ferrocarril que se planeó, pero que nunca se construyó, con 1200 pies cuadrados.

## Horas de abertura
- Martes – Viernes, 11:00–4:00
- Sábados – Domingo, 11:00–5:00
- Cerrados los lunes — abierto en eventos especiales.
- Cerrado en Navidad y el día de acción de gracias.